# ŠK Slovan Bratislava
ŠK Slovan Bratislava (phát âm tiếng Slovak: [ˈslɔʋam ˈbracislaʋa], "Bratislava Slavs") là một câu lạc bộ bóng đá chuyên nghiệp có trụ sở ở Bratislava, Slovakia thi đấu ở Giải bóng đá vô địch quốc gia Slovakia. Được thành lập với tên gọi I. ČSŠK Bratislava vào năm 1919, câu lạc bộ đổi tên thành Slovan Bratislava vào năm 1953. Slovan là đội thành công nhất ở Slovakia với nhiều danh hiệu nhất ở cả giải vô địch quốc gia và cúp quốc gia.
Slovan Bratislava trở thành câu lạc bộ đầu tiên và duy nhất cho đến nay ở Slovakia cũng như Tiệp Khắc cũ vô địch một trong những giải đấu cúp châu Âu, Cúp các câu lạc bộ đoạt cúp bóng đá quốc gia châu Âu (Cup Winners' Cup) tại mùa giải 1968-69 khi họ đánh bại Barcelona trong trận chung kết ở Basel vào năm 1969. Câu lạc bộ cũng cung cấp 7 cầu thủ cho đội tuyển Tiệp Khắc giành chức vô địch UEFA Euro 1976.

## Thành tích

### Trong nước
Slovakia
- Slovak League / Slovak Super Liga (1926–1933; 1939–1944; 1993–nay)
  - Vô địch (22): 1926, 1927, 1930, 1932, 1940, 1941, 1942, 1944, 1993–94, 1994–95, 1995–96, 1998–99, 2008–09, 2010–11, 2012–13, 2013–14, 2018–19, 2019–20, 2020–21, 2021–22, 2022–23, 2023–24
  - Á quân (7):1938–39, 1942–43, 2000–01, 2009–10, 2015–16, 2016–17, 2017–18
  - Hạng ba (6): 1996–97, 1999–00, 2002–03, 2006–07, 2011–12, 2014–15
- Cúp bóng đá Slovakia (1969–nay)
  - Vô địch (17): 1969–70, 1971–72, 1973–74, 1975–76, 1981–82, 1982–83, 1988–89, 1993–94, 1996–97, 1998–99, 2009–10, 2010–11, 2012–13, 2016–17, 2017–18, 2019–20, 2020–21
  - Á quân (7): 1970–71, 1977–78, 2002–03, 2013–14, 2015–16, 2021–22, 2022–23
- Siêu cúp bóng đá Slovakia (1994–2016)
  - Vô địch (4): 1993–94, 1995–96, 2008–09, 2013–14
  - Á quân (3): 1994–95, 1996–97, 2009–10

 Tiệp Khắc
- Giải bóng đá vô địch quốc gia Tiệp Khắc (1935–1938; 1945–1993)
  - Vô địch (8): 1949, 1950, 1951, 1955, 1969–70, 1973–74, 1974–75, 1991–92
  - Á quân (10): 1952, 1956, 1959–60, 1963–64, 1966–67, 1967–68, 1968–69, 1971–72, 1975–76, 1990–91
  - Hạng ba (3): 1947–48, 1960–61, 1992–93
- Cúp bóng đá Tiệp Khắc (1960–1993)
  - Vô địch (5): 1961–62, 1962–63, 1967–68, 1973–74, 1981–82
  - Á quân (6): 1964–65, 1969–70, 1971–72, 1975–76, 1982–83, 1988–89
- Giải bóng đá hạng nhất quốc gia Slovakia (1969–1993)
  - Vô địch: 1987–88

### Châu Âu
- UEFA Cup Winners' Cup
  - Vô địch: 1968–69
- UEFA Intertoto Cup
  - Vô địch trong bảng (9): 1968, 1970, 1972, 1973, 1974, 1977, 1990, 1992, 1994
- Cúp Mitropa
  - Á quân: 1963–64

## Các cầu thủ

### Đội hình hiện tại
Tính đến ngày 3 tháng 9 năm 2024
Ghi chú: Quốc kỳ chỉ đội tuyển quốc gia được xác định rõ trong điều lệ tư cách FIFA. Các cầu thủ có thể giữ hơn một quốc tịch ngoài FIFA.
| Số | VT | Quốc gia             | Cầu thủ                         |
| -- | -- | -------------------- | ------------------------------- |
| 2  | HV | Bỉ                   | Siemen Voet                     |
| 4  | HV | Gruzia               | Guram Kashia                    |
| 6  | HV | Áo                   | Kevin Wimmer                    |
| 7  | TV | Slovakia             | Vladimír Weiss Jr. (đội trưởng) |
| 8  | TĐ | Nigeria              | Elvis Isaac                     |
| 10 | TV | Croatia              | Marko Tolić                     |
| 11 | TV | Armenia              | Tigran Barseghyan               |
| 12 | HV | Slovenia             | Kenan Bajrić                    |
| 13 | TĐ | Slovakia             | David Strelec                   |
| 17 | HV | Cộng hòa Séc         | Jurij Medveděv                  |
| 18 | TĐ | Slovakia             | Nino Marcelli                   |
| 20 | TV | Bosna và Hercegovina | Alen Mustafić                   |
| 21 | TĐ | Slovakia             | Róbert Mak                      |
| 23 | TĐ | Ghana                | Zuberu Sharani                  |

| Số | VT | Quốc gia | Cầu thủ                                      |
| -- | -- | -------- | -------------------------------------------- |
| 25 | HV | Slovakia | Lukáš Pauschek                               |
| 26 | TV | Slovakia | Artur Gajdoš                                 |
| 27 | HV | Slovakia | Matúš Vojtko                                 |
| 28 | HV | Panamá   | César Blackman                               |
| 30 | TM | Slovakia | Andrej Mikoláš                               |
| 31 | TM | Slovakia | Martin Trnovský                              |
| 33 | TV | Slovakia | Juraj Kucka                                  |
| 35 | TM | Slovakia | Adam Hrdina                                  |
| 37 | TV | Slovakia | Július Szöke                                 |
| 71 | TM | Slovakia | Dominik Takáč                                |
| 77 | TV | Ukraina  | Danylo Ihnatenko                             |
| 88 | TV | Hy Lạp   | Kyriakos Savvidis                            |
| 93 | TĐ | Togo     | Idjessi Metsoko (cho mượn từ Viktoria Plzeň) |

### Cho mượn
Ghi chú: Quốc kỳ chỉ đội tuyển quốc gia được xác định rõ trong điều lệ tư cách FIFA. Các cầu thủ có thể giữ hơn một quốc tịch ngoài FIFA.
| Số | VT | Quốc gia | Cầu thủ                                                          |
| -- | -- | -------- | ---------------------------------------------------------------- |
| 77 | TĐ | Serbia   | Aleksandar Čavrić (tại Kashima Antlers đến 31 tháng 12 năm 2024) |
| 26 | TV | Slovakia | Filip Lichý (tại Dukla Prague)                                   |